# Petrijanec
Petrijanec är en ort i Kroatien.   Den ligger i länet Varaždin, i den norra delen av landet, 60 km norr om huvudstaden Zagreb. Petrijanec ligger 184 meter över havet och antalet invånare är 1 471.
Terrängen runt Petrijanec är platt. Runt Petrijanec är det ganska tätbefolkat, med 62 invånare per kvadratkilometer. Närmaste större samhälle är Varaždin, 10,0 km sydost om Petrijanec. Trakten runt Petrijanec består till största delen av jordbruksmark.